# Aritranis explorator
Aritranis explorator är en stekelart som först beskrevs av Tschek 1871.  Aritranis explorator ingår i släktet Aritranis och familjen brokparasitsteklar. Inga underarter finns listade.